# 복음사가 마르코
마르코(히브리어:  מרקוס, 그리스어: Μᾶρκος, 라틴어: Mārcus, 개역성경: 마가)는 기독교 최초의 복음서로 알려진 '마르코의 복음서'의 저자이자 초대 알렉산드리아 총대주교로 여겨지는 인물로, 로마 가톨릭교회와 동방 정교회에서 공경하는 성인이다. 지정된 축일은 각각 4월 25일과 5월 2일로 차이가 있다. 성공회에서도 종교개혁 이전의 신앙전통을 존중하여 마르코를 성인으로 기념한다. 마르코라는 이름은 ‘비추이다’라는 뜻의 라틴어 마르티우스(Martius)에서 파생되었고 그리스 신화의 마르스와도 관계된 이름이다. 공증인·안경사·유리 제작자·동물 사육자·번역가·베네치아의 수호 성인으로, 흔히 사자를 옆에 두고 복음서를 저술하는 모습으로 그려진다.

## 행적

### 회심
마르코는 본래 리비아 근교 펜타폴리스의 시렌 출신의 이교도 출신으로 나중에 사도들의 설교로 감화를 받아 기독교를 믿게 되었다고 한다. 신약성서에는 마르코와 동일 인물일 것으로 추정되는 요한 마르코라는 인물이 열 번 나오는데(사도 12,12.25;15,37) 요한은 이스라엘 이름이고 마르코는 라틴어·그리스어 이름이다. 비슷한 예로 일부에서는 개명한 이름으로 오해하는 사도 바울로도 바울로라는 그리스어식 이름과 사울이라는 유대인식 이름을 모두 갖고 있다. 어쨌든 마르코는 어머니인 마리아와 함께 예루살렘에 살았는데, 성서연구자중에는 그리스도와 사도들이 최후의 만찬을 가진 장소가 마르코의 집이었다고 보는 이도 있다.

### 여행
바울로와 삼촌인 바르나바를 따라 45년~49년경 제1차 전도 여행을 함께 했는데 키프로스까지 동행한 후 그 다음 목적지인 소아시아의 주요 지역 여행을 포기하고 예루살렘으로 돌아가 버렸다. 이에 대해서 일부 성서연구자들은 마르코 청년이 힘겨운 전도 여행에 적응하지 못했기 때문이라고 추정한다.
이에 곧은 성격의 바울로가 50년~52년경의 제2차 전도 여행 때 동행하기를 거부하자 마르코는 삼촌인 바르나바와 함께 키프로스로 가서 전도하였다. 그러나 신약성서의 골로새서에 의하면, 53년~58년경의 제2차 전도 여행 때 좀 더 정확히 말하자면 바울로가 에페소스 감옥에 갇혀 있을 때 마르코는 바울로의 곁에 있어서 위로가 되어 주었다.

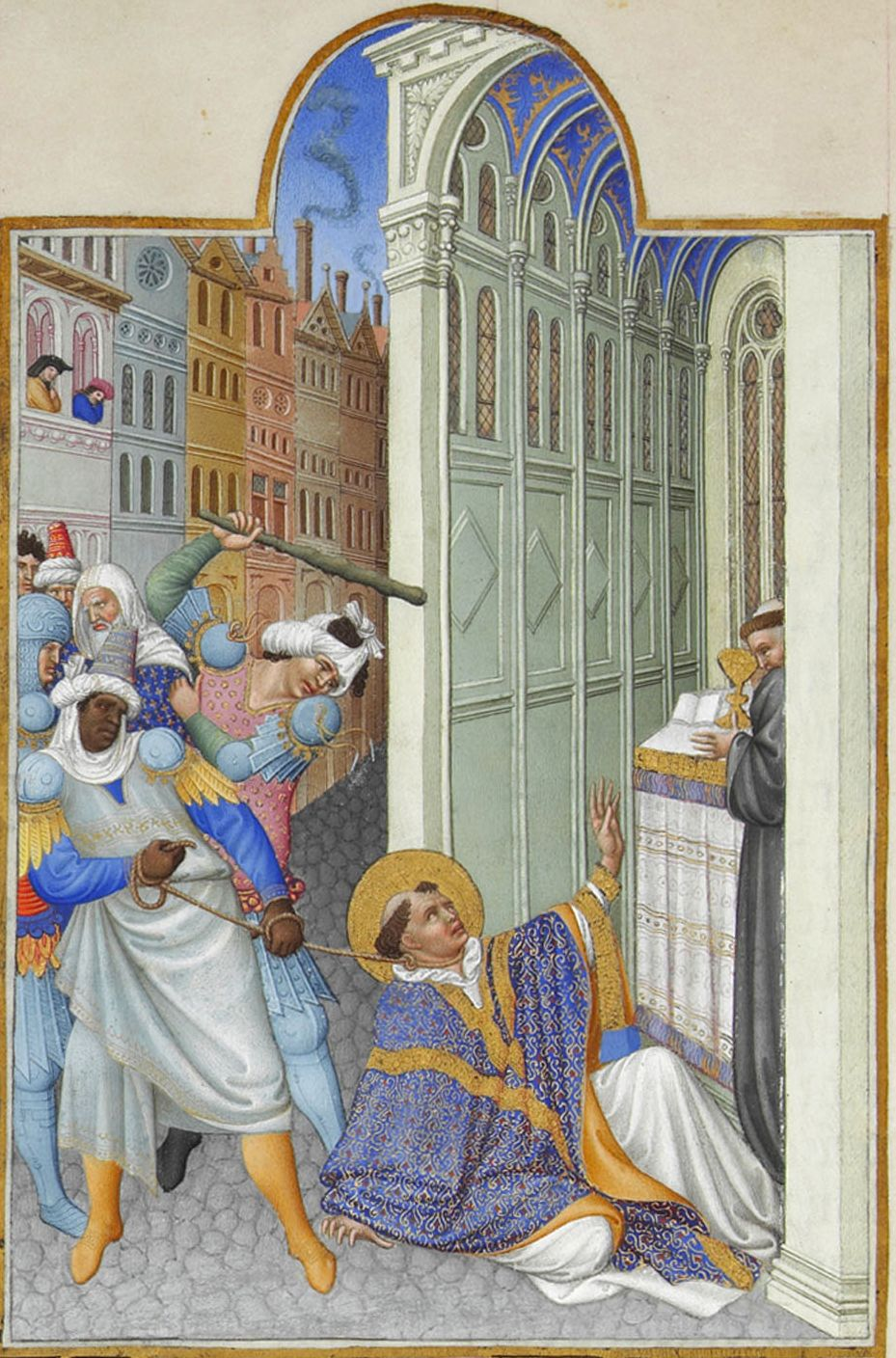
성 마르코의 순교

하지만 성서학자 르네 지라르가 쓴《성경, 세계최고의 베스트셀러》/르네 지라르 저/시공사에 의하면 골로새서는 바울로의 저작이 아닐 것으로 추정되므로 골로새서를 근거로 마르코가 바울로와 같이 고난을 나누었다는 이야기는 무리한 해석이다.

### 베드로와의 만남
마르코는 베드로의 통역으로 일하게 되었는데 베드로가 예수 그리스도의 언행과 행적에 관해서 가르친 것을 기억나는 대로 충실히 기록했다고 한다.

### 복음서의 인용
마르코는 다른 복음사가인 루가처럼 사도에 속하지 않는다. 따라서 그가 예수를 개인적으로 알고 있었는지 현재로서는 확실히 알 수가 없다. 어떤 학자들은 그가 복음서에서 겟세마네에서 예수의 체포에 관해 적을 때 자기 자신의 이야기를 한 것이라는 설을 주장하기도 한다.
| “ | 몸에 고운 삼베만을 두른 젊은이가 예수를 따라가다가 사람들에게 붙들리게 되었다. 그러자 그는 삼베를 버리고 알몸으로 달아났다. | ” |
|   | — 마르코 복음서 14:51 |   |

### 이집트 교회
전승에 의하면 마르코는 58년과 62년 사이 이집트의 알렉산드리아를 방문했을 때 이곳에 교회를 설립한 후 복음을 전했으며 그곳의 초대 주교를 역임하였다. 한편 그는 신발을 고치다가 상처를 입은 구두수선공을 치유하는 기적을 행하였다. 상처가 나은 수선공 아니아누스는 회심하고, 후에 마르코의 뒤를 이어 주교가 된다. 그러다가 결국 68년에 복음 전파를 막으려는 이교도들에게 끈에 의해 목이 묶여 도시 전체를 끌려다니며 돌팔매질을 당하는 고문 끝에 순교하였다고 전한다. 9세기 알렉산드리아의 한 성당에서 그의 시신이 발견되었으며, 828년 베네치아 공화국의 상인들이 시신을 돼지고기 밑에 몰래 숨겨 들여와서 베네치아에 옮겼다. 그리고 산 마르코 대성당의 제단에 안치하여 마르코는 베네치아의 수호 성인이 되었다. 베네치아의 깃발은 마르코를 상징하는 앞발로 성서를 잡은 날개가 달린 사자가 그려져 있으며, 산 마르코 광장을 비롯하여 베네치아의 세력이 미친 곳에는 지금도 날개가 달린 사자상이 남아 있다.

## 상징물

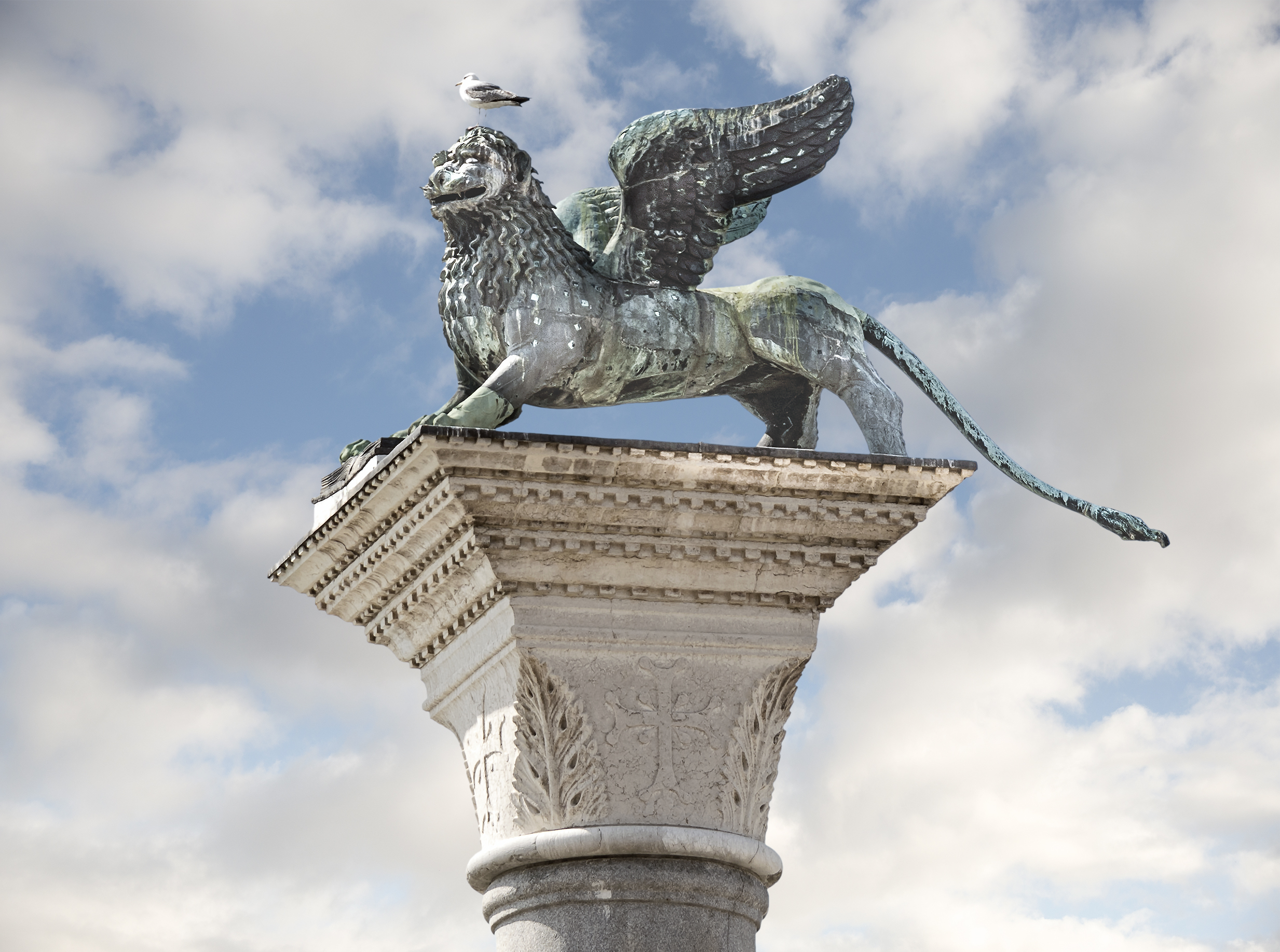
베네치아의 산 마르코 광장의 사자상

기독교 성화에서 마르코의 상징은 복음서를 지니고 있는 날개가 달린 사자다. 마르코 복음서는 세례자 요한이 황야에서 설교하는 장면으로 시작하는데, 사자의 모습은 세례자 요한을 ‘광야에서 외치는 소리’로 표현한 데서 유래하며 예술적 전승은 그 소리를 사자의 울음으로 비유하였다. 날개는 에제키엘서 1장 10절의 네 개 달린 생물체에 관한 환상을 네 복음사가들에 적용시켜 이해한 데서 비롯한다.

## 같이 보기
- 마르코의 복음서
- 마태오
- 루가
- 요한